# Schwabacher Artikel
Die Schwabacher Artikel sind eine der frühesten lutherischen Bekenntnisschriften.

## Beschreibung
Ursprünglich waren damit Artikel bezeichnet, die der Markgraf Georg von Brandenburg-Ansbach am 14. Juni 1528 mit den Nürnbergern zu Schwabach (im Rahmen einer vom 14. bis 24. Juni abgehaltenen Tagung) unter dem Namen der Schwabacher Visitationsartikel festsetzte als Grundlage für Einführung der Reformation in seinem Land. Zur ansbachischen Visitationskommission gehörten Johann Rurer, der Ansbacher Geistliche Althammer, der Heilsbronner Prior Joh. Schopper und der Crailsheimer Pfarrer Adam Weiß.
Später galt die Bezeichnung für 17 Artikel, ein gemeinsames Bekenntnis von Ansbacher und Wittenberger Theologen. Diese Artikel waren nach der Protestation zu Speyer auf eine Anregung des Markgrafen Georg von Brandenburg-Ansbach entstanden, der durch ein gemeinsames Bekenntnis die Bündnispolitik der lutherischen Reichsstände gegen Kaiser Karl V. stärken wollte. Die Artikel wurden von Philipp Melanchthon im Sommer 1529 unter Mitwirkung Martin Luthers verfasst. Bei dem Konvent zu Schwabach vom 16. bis 19. Oktober 1529 im Gasthof Goldener Stern am Schwabacher Marktplatz wurden sie von sächsischer Seite den Abgeordneten der oberdeutschen Städte als Bundesbedingungen vorgelegt. Die Artikel befassen sich mit Trinitätslehre, Christologie, Erbsünde, Rechtfertigungslehre, Sakramentenlehre, Ekklesiologie und Eschatologie. Die Schwabacher Artikel wurden zusammen mit den Torgauer Artikeln eine Grundlage der Confessio Augustana.